# Leokadia Witkowska-Żuk
Leokadia Witkowska-Żuk (ur. 3 lipca 1934, zm. 20 listopada 2019) – polska botanik, dr hab., profesor Katedry Botaniki Leśnej Wydziału Leśnego Szkoły Głównej Gospodarstwa Wiejskiego w Warszawie.

## Życiorys
Obroniła pracę doktorską, następnie uzyskała stopień doktora habilitowanego. Otrzymała nominację profesorską. Objęła funkcję profesora w Katedrze Botaniki Leśnej na Wydziale Leśnym Szkoły Głównej Gospodarstwa Wiejskiego w Warszawie oraz od 1961 do 2000 była opiekunem Sekcji Botaniki Leśnej Koła Naukowego Leśników.

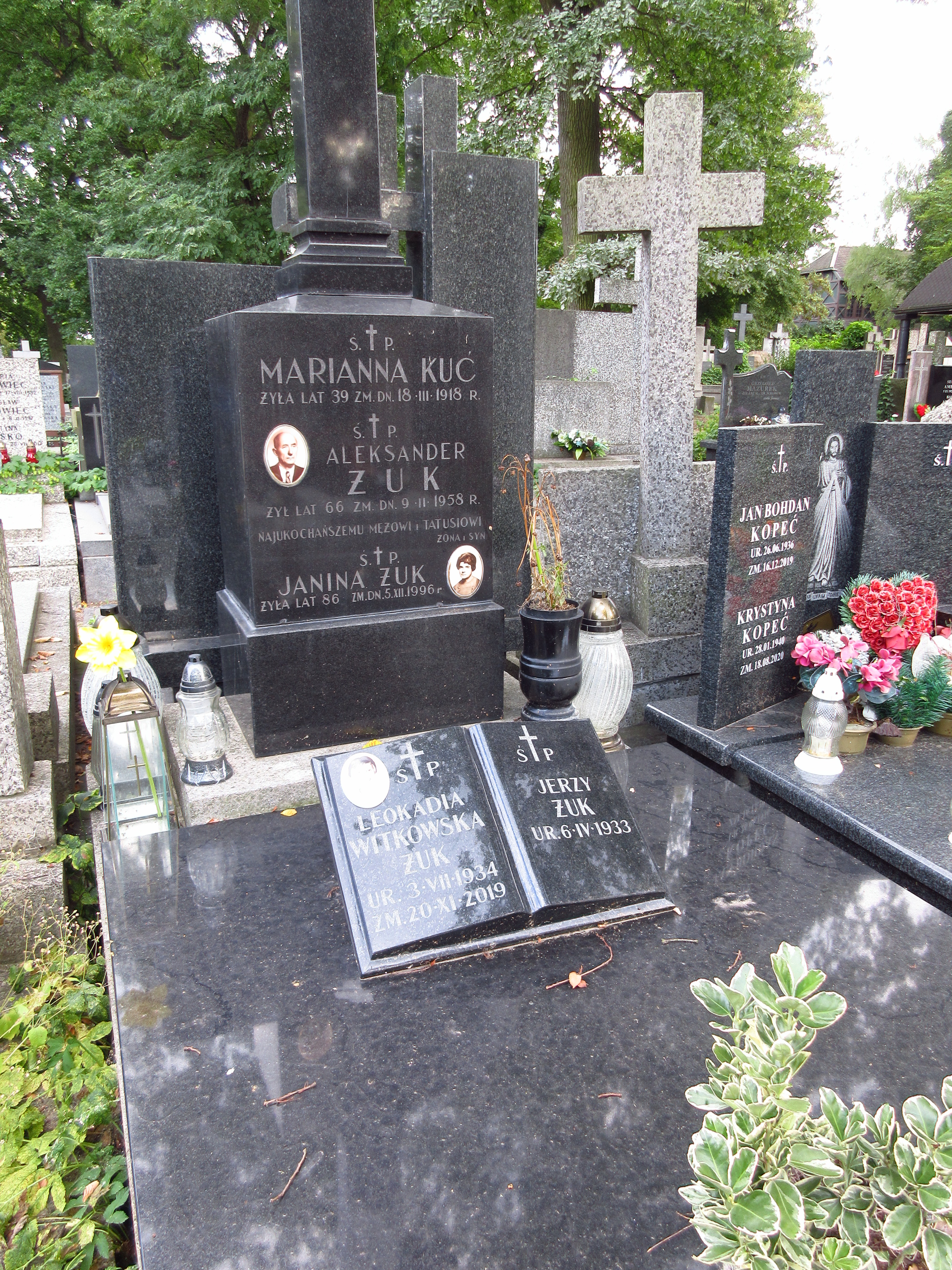
Grób profesor Leokadii Witkowskiej-Żuk na Cmentarzu Bródnowskim.

Zmarła 20 listopada 2019. Pochowana na cmentarzu Bródnowskim w Warszawie (kwatera 14C-4-10).